# Nicola Sala
Nicola Sala   (Tocco Caudio, 7 d'abril de 1713 - Nàpols, 31 d'agost de 1801) va ser un compositor italià de l'escola napolitana.

## Biografia
Nicola Sala va estudiar entre 1732 i 1740 al Conservatorio della Pietà de' Turchini amb Nicola Fago i Leonardo Leo. Després hi va treballar com a professor i a partir de 1787 com a primer mestre. Entre els seus alumnes hi ha Giacomo Tritto, Giacomo David, Valentino Fioravanti, Gasparo Spontini i Vincenzo Pucitta.
Sala va compondre vuit obres escèniques (incloent-hi l'òpera La Merope de 1769), diverses cantates i misses, i l'oratori Judith seu Bethuliae liberatio. També va escriure diverses obres didàctiques, entre elles Regole del contrappunto pratico (Nàpols 1794).